# دومينيك سافاج
دومينيك سافاج (بالإنجليزية: Dominic Savage)‏ هو مخرج بريطاني، ولد في 23 نوفمبر 1962 في مارجيت في المملكة المتحدة.

## وصلات خارجية
- دومينيك سافاج على موقع IMDb (الإنجليزية)
- دومينيك سافاج على موقع ألو سيني (الفرنسية)
- دومينيك سافاج على موقع أول موفي (الإنجليزية)
- دومينيك سافاج على موقع قاعدة بيانات الأفلام السويدية (السويدية)
- دومينيك سافاج على موقع قاعدة بيانات الفيلم (الإنجليزية)
- دومينيك سافاج على موقع كينوبويسك (الروسية)